# Metta World Peace
Metta Sandiford-Artest, geboren als Ronald William Artest Jr.  (New York, 13 november 1979) is een voormalig Amerikaans basketbalspeler. Tot zijn naamswijziging in Metta World Peace in september 2011 stond hij bekend als Ron Artest. In mei 2020 wijzigde hij zijn naam opnieuw. 

## Carrière
Artest speelde van 1999 tot 2002 bij de Chicago Bulls. Van 2002 tot 2006 speelde hij bij de Indiana Pacers. Op 19 november 2004 was hij betrokken bij de "Malice at the Palace", een grote vechtpartij waarbij ook fans betrokken waren tijdens een wedstrijd tussen Indiana en Detroit. Artest werd voor het resterende seizoen geschorst door de NBA, en miste 86 wedstrijden. In 2010 won hij zijn eerste NBA-kampioenschap met de Los Angeles Lakers. Hij vertrok uit LA in 2013, toen hij een contract tekende bij de New York Knicks. De samenwerking tussen World Peace en New York liep niet zoals verwacht en World Peace zocht zijn heil in het buitenland. In het seizoen 2015-2016 keerde hij terug naar de Los Angeles Lakers.